# Bahnstrecke Haltern–Venlo
| Hamburg-Venloer Bahn in Blau | |                                                                                 |                                                                                 |
| Streckennummer (DB): | 2002 (Haltern–Büderich) 2003 (Büderich–Grenze) |                                                                                 |                                                                                 |
| Kursbuchstrecke (DB): | ex 224b/242e |                                                                                 |                                                                                 |
| Kursbuchstrecke: | 224d (Haltern (Westf) – Wesel 1946) 242d (Wesel – Geldern 1946) 242f (Wesel – Büderich 1946) 243a (Büderich – Menzelen West 1946) 242e (Geldern – Straelen 1946) |                                                                                 |                                                                                 |
| Streckenlänge: | 90,2 km |                                                                                 |                                                                                 |
| Spurweite: | 1435 mm (Normalspur) |                                                                                 |                                                                                 |
| Streckengeschwindigkeit: | 50 km/h |                                                                                 |                                                                                 |
| Zweigleisigkeit: | – |                                                                                 |                                                                                 |
| | |                                                                                 |                                                                                 |
| \| \| \| von Hamburg \| \| \| \| 0,0 \| Haltern am See \| Haltern am See \| \| \| \| nach Wanne-Eickel \| \| \| \| 7,4 \| Lippramsdorf (zuletzt Anst) \| Lippramsdorf (zuletzt Anst) \| \| \| 9,1 \| VEW Dorsten (Anst) \| VEW Dorsten (Anst) \| \| \| \| Anschlussgleis nach Dorsten (von 1972) \| \| \| \| \| \| \| \| \| 16,3 \| Hervest-Dorsten (ehem. Bf) Strecke Coesfeld ↔ Dorsten, Strecke Borken ↔ Dorsten \| Hervest-Dorsten (ehem. Bf) Strecke Coesfeld ↔ Dorsten, Strecke Borken ↔ Dorsten \| \| \| \| \| \| \| \| \| ehem. Verbindung von Dorsten RhE \| \| \| \| 17,0 \| Dorsten CM \| Dorsten CM \| \| \| 18,2 \| Nagel (Anst) \| Nagel (Anst) \| \| \| 24,0 \| Schermbeck \| Schermbeck \| \| \| 26,2 \| Dr. Müller & Co (Anst) \| Dr. Müller & Co (Anst) \| \| \| 29,0 \| Damm (Lippe) \| Damm (Lippe) \| \| \| 32,7 \| Drevenack \| Drevenack \| \| \| 37,8 \| Obrighoven (Bk) \| Obrighoven (Bk) \| \| \| 38,5 \| RWE/Bahngärtnerei (Anst) \| RWE/Bahngärtnerei (Anst) \| \| \| 39,5 \| DAB (Anst) \| DAB (Anst) \| \| \| 40,3 \| Passavant (Anst) \| Passavant (Anst) \| \| \| \| von Oberhausen \| \| \| \| 41,1 \| Wesel \| Wesel \| \| \| \| nach Emmerich \| \| \| \| \| Kleinbahn Wesel–Rees–Emmerich \| \| \| \| \| Weseler Hafenbahn \| \| \| \| 45,0 \| Rheinbrücke (Bk) \| Rheinbrücke (Bk) \| \| \| (7,3) 48,6 \| Büderich Ost \| Büderich Ost \| \| \| (6,6) 49,3 \| Büderich (Anst, ehem. Bf) \| Büderich (Anst, ehem. Bf) \| \| \| \| nach Goch \| \| \| \| \| Solvay-Werksbahn \| \| \| \| (4,5) 51,4 \| Menzelen Ost \| Menzelen Ost \| \| \| (2,6) 53,1 \| Menzelen West \| Menzelen West \| \| \| (0,0) 00,0 \| Verbindungsstrecke nach Alpen Awanst \| Verbindungsstrecke nach Alpen Awanst \| \| \| 53,9 \| Menzelen West Xanten–Duisburg \| Menzelen West Xanten–Duisburg \| \| \| 57,7 \| Bönninghardt \| Bönninghardt \| \| \| 62,7 \| Issum \| Issum \| \| \| 66,0 \| Aengenesch \| Aengenesch \| \| \| 69,0 \| Geldern Ost (ehem. Geldern CM)Ø \| Geldern Ost (ehem. Geldern CM)Ø \| \| \| \| Verbindungsbahn nach Geldern \| \| \| \| \| Geldern – Meerbeck (ehem. Planung) \| \| \| \| \| Kleve – Krefeld \| \| \| \| 73,4 \| Pont \| Pont \| \| \| 79,0 \| Straelen \| Straelen \| \| \| \| Geldernsche Kreisbahn \| \| \| \| 84,9 \| Staatsgrenze Deutschland / Niederlande \| Staatsgrenze Deutschland / Niederlande \| \| \| 89,3 \| Venlo Oostsingel (ehem. Venlo CM) \| Venlo Oostsingel (ehem. Venlo CM) \| \| \| \| von Eindhoven \| \| \| \| 90,2 \| Venlo \| Venlo \| \| \| \| nach Viersen \| \| \| \| \| nach Roermond \| \| \| \| \| \| \| \| Quellen: [1] \| \| \| \| | |                                                                                 |                                                                                 |
| | | von Hamburg                                                                     |                                                                                 |
| Bahnhof | 0,0 | Haltern am See                                                                  | Haltern am See                                                                  |
| Abzweig ehemals geradeaus und nach links | | nach Wanne-Eickel                                                               | nach Wanne-Eickel                                                               |
| Bahnhof (Strecke außer Betrieb) | 7,4 | Lippramsdorf (zuletzt Anst)                                                     | Lippramsdorf (zuletzt Anst)                                                     |
| ehemalige Betriebsstelle Strecke bis hier außer Betrieb | 9,1 | VEW Dorsten (Anst)                                                              | VEW Dorsten (Anst)                                                              |
| Abzweig ehemals geradeaus und nach links | | Anschlussgleis nach Dorsten (von 1972)                                          | Anschlussgleis nach Dorsten (von 1972)                                          |
| | |                                                                                 |                                                                                 |
| Turmhaltepunkt geradeaus unten (Strecke geradeaus außer Betrieb) | 16,3 | Hervest-Dorsten (ehem. Bf) Strecke Coesfeld ↔ Dorsten, Strecke Borken ↔ Dorsten | Hervest-Dorsten (ehem. Bf) Strecke Coesfeld ↔ Dorsten, Strecke Borken ↔ Dorsten |
| | |                                                                                 |                                                                                 |
| Abzweig geradeaus und von links (Strecke außer Betrieb) | | ehem. Verbindung von Dorsten RhE                                                | ehem. Verbindung von Dorsten RhE                                                |
| Bahnhof (Strecke außer Betrieb) | 17,0 | Dorsten CM                                                                      | Dorsten CM                                                                      |
| Blockstelle (Strecke außer Betrieb) | 18,2 | Nagel (Anst)                                                                    | Nagel (Anst)                                                                    |
| Bahnhof (Strecke außer Betrieb) | 24,0 | Schermbeck                                                                      | Schermbeck                                                                      |
| Blockstelle (Strecke außer Betrieb) | 26,2 | Dr. Müller & Co (Anst)                                                          | Dr. Müller & Co (Anst)                                                          |
| Haltepunkt / Haltestelle (Strecke außer Betrieb) | 29,0 | Damm (Lippe)                                                                    | Damm (Lippe)                                                                    |
| Bahnhof (Strecke außer Betrieb) | 32,7 | Drevenack                                                                       | Drevenack                                                                       |
| ehemalige Betriebsstelle Strecke bis hier außer Betrieb | 37,8 | Obrighoven (Bk)                                                                 | Obrighoven (Bk)                                                                 |
| Abzweig geradeaus und von links | 38,5 | RWE/Bahngärtnerei (Anst)                                                        | RWE/Bahngärtnerei (Anst)                                                        |
| ehemalige Blockstelle | 39,5 | DAB (Anst)                                                                      | DAB (Anst)                                                                      |
| ehemalige Blockstelle | 40,3 | Passavant (Anst)                                                                | Passavant (Anst)                                                                |
| Abzweig geradeaus und von links | | von Oberhausen                                                                  | von Oberhausen                                                                  |
| Bahnhof | 41,1 | Wesel                                                                           | Wesel                                                                           |
| Abzweig geradeaus und nach rechts | | nach Emmerich                                                                   | nach Emmerich                                                                   |
| Kreuzung mit U-Bahn (Querstrecke außer Betrieb) | | Kleinbahn Wesel–Rees–Emmerich                                                   | Kleinbahn Wesel–Rees–Emmerich                                                   |
| Abzweig ehemals geradeaus und nach links | | Weseler Hafenbahn                                                               | Weseler Hafenbahn                                                               |
| Brücke über Wasserlauf (Strecke außer Betrieb) | 45,0 | Rheinbrücke (Bk)                                                                | Rheinbrücke (Bk)                                                                |
| Haltepunkt / Haltestelle (Strecke außer Betrieb) | (7,3) 48,6 | Büderich Ost                                                                    | Büderich Ost                                                                    |
| Bahnhof (Strecke außer Betrieb) | (6,6) 49,3 | Büderich (Anst, ehem. Bf)                                                       | Büderich (Anst, ehem. Bf)                                                       |
| Abzweig geradeaus und nach rechts (Strecke außer Betrieb) | | nach Goch                                                                       | nach Goch                                                                       |
| Abzweig geradeaus und nach links (Strecke außer Betrieb) | | Solvay-Werksbahn                                                                | Solvay-Werksbahn                                                                |
| Haltepunkt / Haltestelle (Strecke außer Betrieb) | (4,5) 51,4 | Menzelen Ost                                                                    | Menzelen Ost                                                                    |
| Dienststation / Betriebs- oder Güterbahnhof (Strecke außer Betrieb) | (2,6) 53,1 | Menzelen West                                                                   | Menzelen West                                                                   |
| Abzweig geradeaus und nach links (Strecke außer Betrieb) | (0,0) 00,0 | Verbindungsstrecke nach Alpen Awanst                                            | Verbindungsstrecke nach Alpen Awanst                                            |
| ehemaliger Turmbahnhof geradeaus unten (Strecke geradeaus außer Betrieb) | 53,9 | Menzelen West Xanten–Duisburg                                                   | Menzelen West Xanten–Duisburg                                                   |
| Bahnhof (Strecke außer Betrieb) | 57,7 | Bönninghardt                                                                    | Bönninghardt                                                                    |
| Bahnhof (Strecke außer Betrieb) | 62,7 | Issum                                                                           | Issum                                                                           |
| Haltepunkt / Haltestelle (Strecke außer Betrieb) | 66,0 | Aengenesch                                                                      | Aengenesch                                                                      |
| Bahnhof (Strecke außer Betrieb) | 69,0 | Geldern Ost (ehem. Geldern CM)Ø                                                 | Geldern Ost (ehem. Geldern CM)Ø                                                 |
| Abzweig geradeaus und nach rechts (Strecke außer Betrieb) | | Verbindungsbahn nach Geldern                                                    | Verbindungsbahn nach Geldern                                                    |
| Kreuzung geradeaus unten (Strecken außer Betrieb) | | Geldern – Meerbeck (ehem. Planung)                                              | Geldern – Meerbeck (ehem. Planung)                                              |
| Kreuzung geradeaus unten (Strecke geradeaus außer Betrieb) | | Kleve – Krefeld                                                                 | Kleve – Krefeld                                                                 |
| Bahnhof (Strecke außer Betrieb) | 73,4 | Pont                                                                            | Pont                                                                            |
| Bahnhof (Strecke außer Betrieb) | 79,0 | Straelen                                                                        | Straelen                                                                        |
| Kreuzung geradeaus unten (Strecken außer Betrieb) | | Geldernsche Kreisbahn                                                           | Geldernsche Kreisbahn                                                           |
| Grenze (Strecke außer Betrieb) | 84,9 | Staatsgrenze Deutschland / Niederlande                                          | Staatsgrenze Deutschland / Niederlande                                          |
| Bahnhof (Strecke außer Betrieb) | 89,3 | Venlo Oostsingel (ehem. Venlo CM)                                               | Venlo Oostsingel (ehem. Venlo CM)                                               |
| Abzweig ehemals geradeaus und von rechts | | von Eindhoven                                                                   | von Eindhoven                                                                   |
| Bahnhof | 90,2 | Venlo                                                                           | Venlo                                                                           |
| Abzweig geradeaus und nach links | | nach Viersen                                                                    | nach Viersen                                                                    |
| | | nach Roermond                                                                   |                                                                                 |
| | |                                                                                 |                                                                                 |
| Quellen: | |                                                                                 |                                                                                 |

Die Bahnstrecke Haltern–Venlo war eine eingleisige Hauptbahn in Nordrhein-Westfalen und den Niederlanden, die ursprünglich von der Cöln-Mindener Eisenbahn-Gesellschaft (CME) als Teil der überregionalen Hamburg-Venloer Bahn erbaut und betrieben wurde. Die heute weitgehend stillgelegte und abgebaute Strecke zweigte in Haltern von der Bahnstrecke Wanne-Eickel–Hamburg ab und führte über Wesel und Geldern nach Venlo.

## Geschichte
Nachdem der in Frankreich entwickelte Plan einer transkontinentalen Eisenbahnverbindung zwischen Hamburg und Paris (der so genannten „Paris-Hamburger Bahn“) und weiter Richtung Skandinavien auch in Preußen auf Gegenliebe gestoßen war, sollte nun eine deutsche Eisenbahngesellschaft den auf deutschem Boden verlaufenden Streckenabschnitt bauen, dessen westlicher Endpunkt bei der niederländischen Stadt Venlo liegen sollte und der daher unter dem Namen „Hamburg-Venloer Bahn“ bekannt wurde.
Den Auftrag dazu bekam die Köln-Mindener Eisenbahn-Gesellschaft (CME), die in ihrem Bahnhof Wanne an ihrer Stammstrecke mit dem Bau des östlichen Streckenteils nach Hamburg begann, der bis heute als Bahnstrecke Wanne-Eickel–Hamburg von enormer Bedeutung für den regionalen und nationalen Schienenpersonenfern- und Güterverkehr ist.
Da von Preußen gefordert worden war, das strategisch und wirtschaftlich wichtige Rheinisch-Westfälische Industriegebiet nördlich zu umgehen, musste sie den westlichen Teil der Strecke von Venlo nach Haltern den Rhein in Wesel überqueren lassen und von Wesel nach Haltern entlang der Lippe bauen. Bereits im Vorfeld prognostizierte sie, dass diese Teile der Strecke niemals wirtschaftlich zu betreiben seien.
Mit dem Bau der Rheinbrücke in Wesel begann sie erst, als die dringend benötigten Elbbrücken zwischen Harburg und Hamburg fertiggestellt waren. Die übrige Strecke bot kaum technische Probleme. So wurde trotz spätem Baubeginn die Teilstrecke Haltern–Wesel am 1. März 1874 ein Vierteljahr vor, die Teilstrecke Wesel–Venlo am 31. Dezember 1874 ein halbes Jahr nach der Strecke Haltern–Hamburg fertig (als letztes Teilstück Bremen–Hamburg 1. Juni 1874).
Die Nutzung als Strecke im Personenfernverkehr war nur kurz. Durch die Anbindung der Boxteler Bahn an die Rheinbrücke Wesel war vor dem Ersten Weltkrieg eine Fernverbindung (London –) Vlissingen – Wesel – Osnabrück – Berlin – Eydtkuhnen – St. Petersburg entstanden. Für diese Verbindung bestand nach dem Ersten Weltkrieg kaum noch Bedarf; zudem erschwerten die Alliierte Rheinlandbesetzung und andere Faktoren – z. B. schwierige Wirtschaftslage, Reparationen und Inflation – den Betrieb.
Auch im Nahverkehr hatte die Strecke kaum Bedeutung, da sie das Ruhrgebiet weiträumig umfuhr und für diese Route kaum Nachfrage bestand.
Der Abschnitt Wesel–Haltern bekam später Bedeutung als Erschließungsstrecke bei der nördlichen Ausweitung des Kohlebergbaus.

## Stilllegung

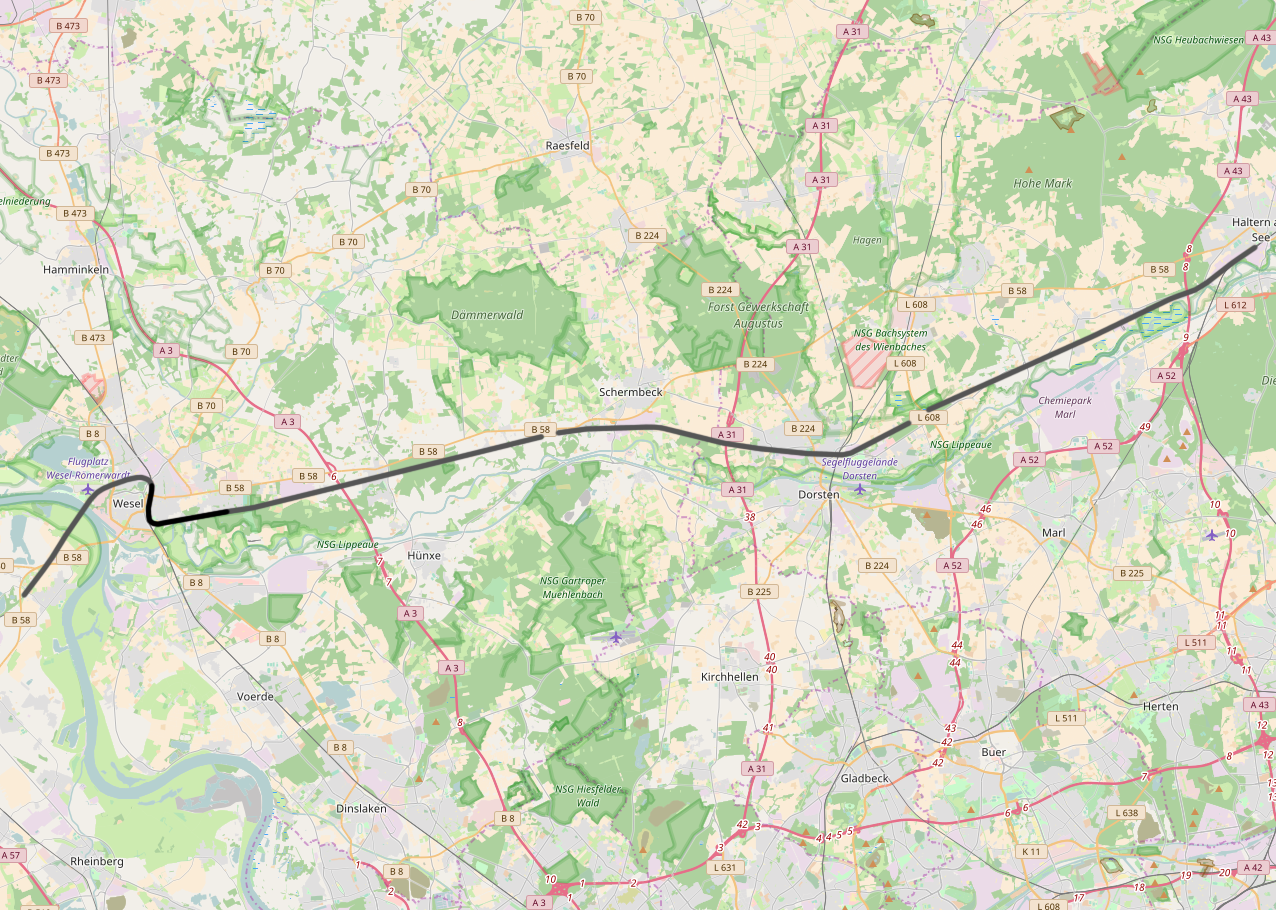
Abschnitt Haltern-Büderich

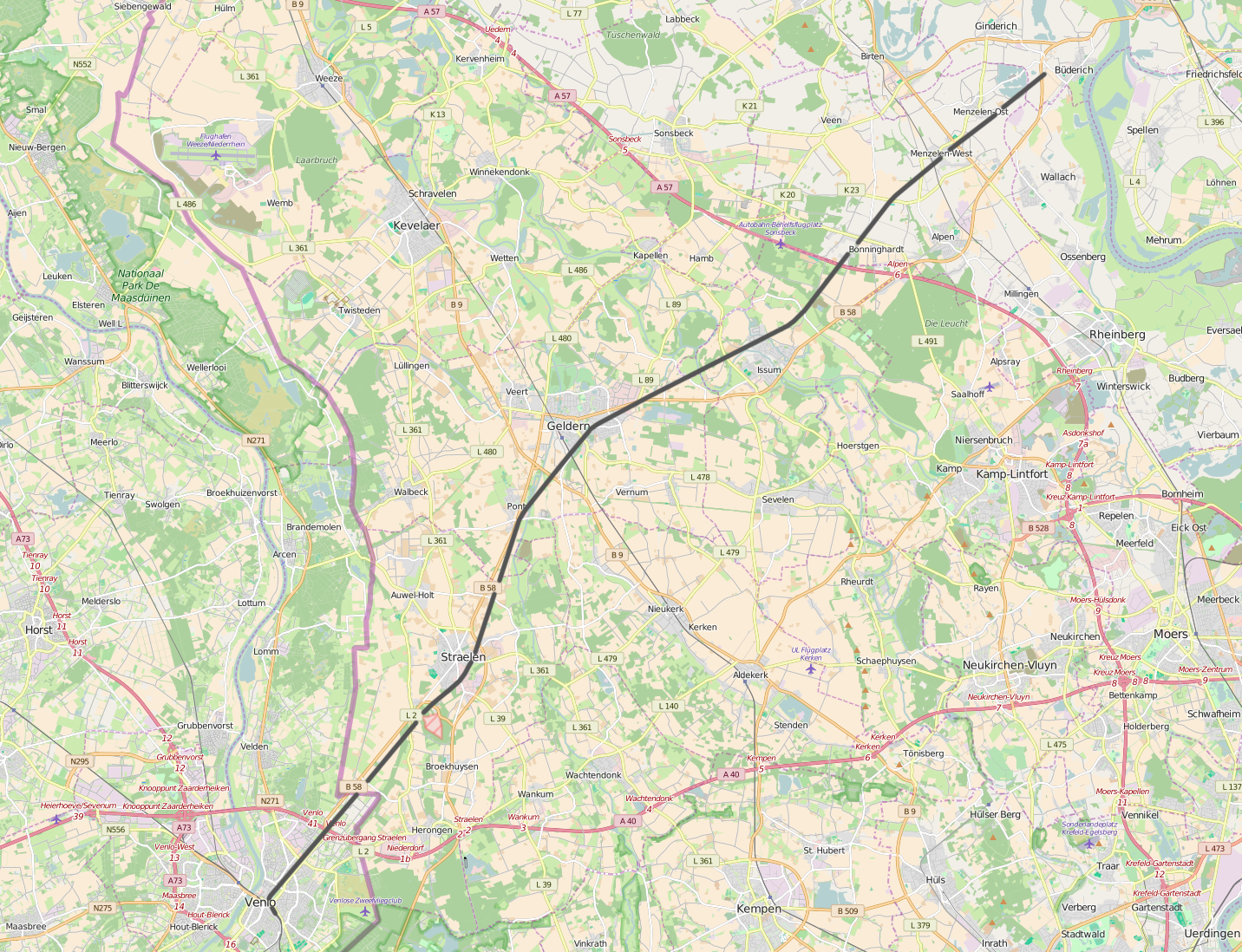
Abschnitte Venlo-Büderich

Auf Betreiben der Niederländischen Staatsbahn wurde bereits 1936 der Abschnitt zwischen Venlo und Straelen stillgelegt und der Personenverkehr zwischen Venlo und Geldern Ost das erste Mal eingestellt.
Während des Zweiten Weltkrieges wurde die Strecke auf Betreiben der Wehrmacht wieder in Betrieb genommen und diente dem Nachschub für die Westfront. Als die alliierten Truppen auf dem Vormarsch waren, wurde die Weseler Eisenbahnbrücke am 10. März 1945 von deutschen Pionieren gesprengt.
Nach dem Krieg wurde der Fahrbetrieb für alliierte Militärtransporte mit Hilfe einer Behelfsbrücke wieder aufgenommen. Ende 1946 wurde sie jedoch schon wieder abgebaut. Damit war die Strecke zwischen Büderich und Wesel endgültig unterbrochen.
Am 29. Mai 1960 fuhr der letzte Personenzug zwischen Geldern und Büderich Ost, zwei Jahre später wurde auch zwischen Haltern und Wesel der Personenverkehr eingestellt.
Der Güterverkehr wurde in mehreren Schritten beendet: Zunächst am 1. August 1963 zwischen Menzelen West und Bönninghardt, dann am 28. Februar 1967 von Bönninghardt nach Straelen. Am 26. Mai 1974 folgte der Abschnitt zwischen Schermbeck und Wesel, am 1. Oktober 1985 zwischen Hervest-Dorsten und Schermbeck und schließlich am 29. Mai 1988 zwischen Haltern und Hervest-Dorsten.
Zwischen 1975 und 1992 wurden schrittweise weite Teile der Strecke endgültig stillgelegt, entwidmet und abgebaut.
Vom 8. November 2018 bis 8. Februar 2019 schrieb die DB Netz AG den rund 5,2 Kilometer langen Abschnitt Büderich – Alpen zur Übernahme aus, da den Kosten für die Vorhaltung der Strecke sowie den Investitionskosten in den nächsten Jahren keine Erlöse aus Trassen- und Anlagennutzung in den vergangenen Jahren gegenüberstanden. Am 14. Mai 2019 genehmigte das Eisenbahn-Bundesamt die Stilllegung des Abschnittes.

## Umgestaltung der Trasse zum Radweg
Der Radfernweg Römer-Lippe-Route verläuft im Abschnitt von Wesel nach Haltern zum Großteil auf der zum Radweg umgestalteten Bahntrasse. Da zwischen Wesel-Wittenberg und Drevenack das, was von der Bahnstrecke verblieben ist, unter Denkmalschutz steht, wird der Radweg auf diesem Abschnitt zumeist parallel zur Trasse geführt.

## Heutige Situation
Die bestehenden Gleise zwischen km 9,1 und 16,0 werden heute nur noch als Anschlussgleise der RWE zu deren Umspannwerk Kusenhorst genutzt. Die Schienen zwischen km 32,7 und 41,1 (ehemals Drevenack – Wesel) sind nunmehr als Bahnhofsgleise klassifiziert und dienen ebenfalls hauptsächlich der RWE. Außerdem gibt es in diesem Abschnitt und auf der Weseler Hafenbahn Museumsbahnbetrieb des Vereins „Historischer Schienenverkehr Wesel“.
Linksrheinisch wurde die Strecke 2003 von Büderich bis Menzelen West in die Strecke 2517 umgewandelt und diente noch bis 2014 als Gleisanbindung des ESCO-Salzbergwerks in Borth an die Niederrheinstrecke. Mittlerweile sind die Gleisanlagen auf dem Betriebsgelände sowie der Gleisanschluss zu den Solvay-Werken zurückgebaut. Die Gleise liegen noch zwischen Awanst Alpen und bis kurz vor dem Salzbergwerk (Stand 2022).